# Turkcell
Turkcell (произносится Тюркселл) — турецкая телекоммуникационная компания, крупнейший оператор сотовой связи страны. Штаб-квартира — в Стамбуле.
Основана в 1994 году, когда была запущена первая в Турции GSM-сеть.
ООО «Лайфселл» на 100 %, в период с 2016 по 2023 год, принадлежал компании Euroasia Telecommunications Holdings B.V., 100 % акций которой владеет турецкий оператор Turkcell

## Собственники и руководство
Владелец 51 % акций оператора — Turkcell Holding, принадлежащий Çukurova Telecom Holdings (53 %) и шведско-финской TeliaSonera (47 %). Напрямую Çukurova Group принадлежит около 13,5 % акций Turkcell, а TeliaSonera — 13,07 %. Еще 8,2 % компании контролируют компании Nadash International Holdings (подразделение казахской Visor Group) и Henri Services Limited российского предпринимателя Александра Мамута. Российская Altimo (телекоммуникационная компания «Альфа-групп») контролирует 4,99 % Turkcell.
В свободном обращении находится 23,4 % акций Turkcell. Капитализация на 17 апреля 2007 года — $12,46 млрд.
Главный управляющий компании — Музаффер Акпынар.

## Деятельность
GSM-сеть компании покрывает 80,44 % территории Турции, на которой проживает 97,21 % её населения.

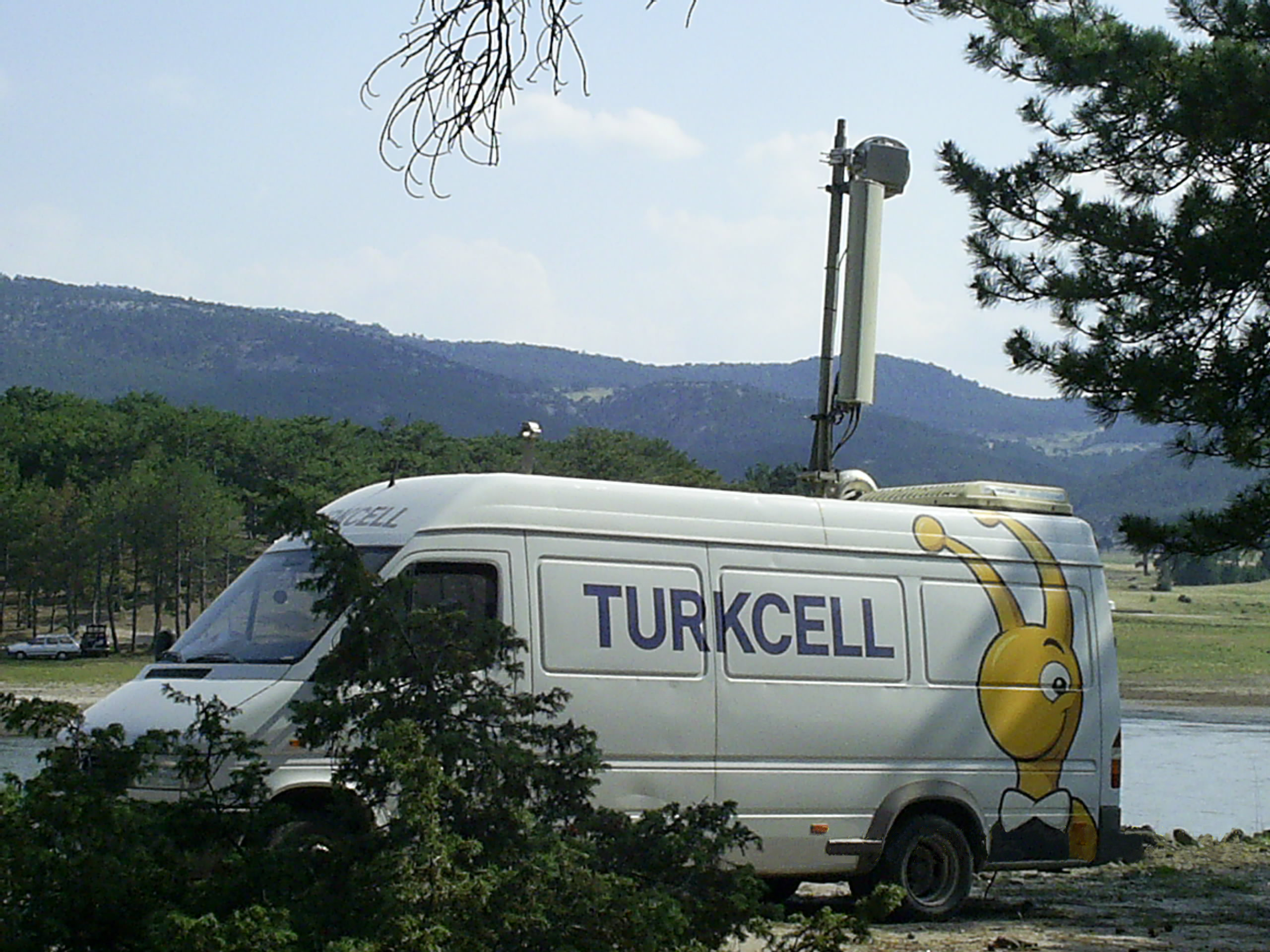
Мобильная базовая станция Turkcell

Turkcell в марте 2009 года обслуживала 62 млн абонентов. Выручка компании по МСФО за 2010 год составила $5,96 млрд, чистая прибыль — $1,17 млрд.

### Северный Кипр
Turkcell работает также за рубежом. Её бренд на Северном Кипре известен как Kuzey Kıbrıs Turkcell, который действует только на Северном Кипре. KKTCELL работает отдельно от турецкого Turkcell, хотя право собственности одинаковое. Оператор также является крупнейшим провайдером на Северном Кипре в настоящее время, с точки зрения зарегистрированных пользователей и покрытия сети. Номера KKTCELL можно отличить от номеров материковой Турции легко, так как номера KKTCELL начинаются с +90(533)8XX-XXXX.
Turkcell, совместно с Ассоциацией в поддержку современной жизни, реализует проект «Turkcell Kardelenler», призванный поддержать женское образование в стране.